# Andrzej Fangor

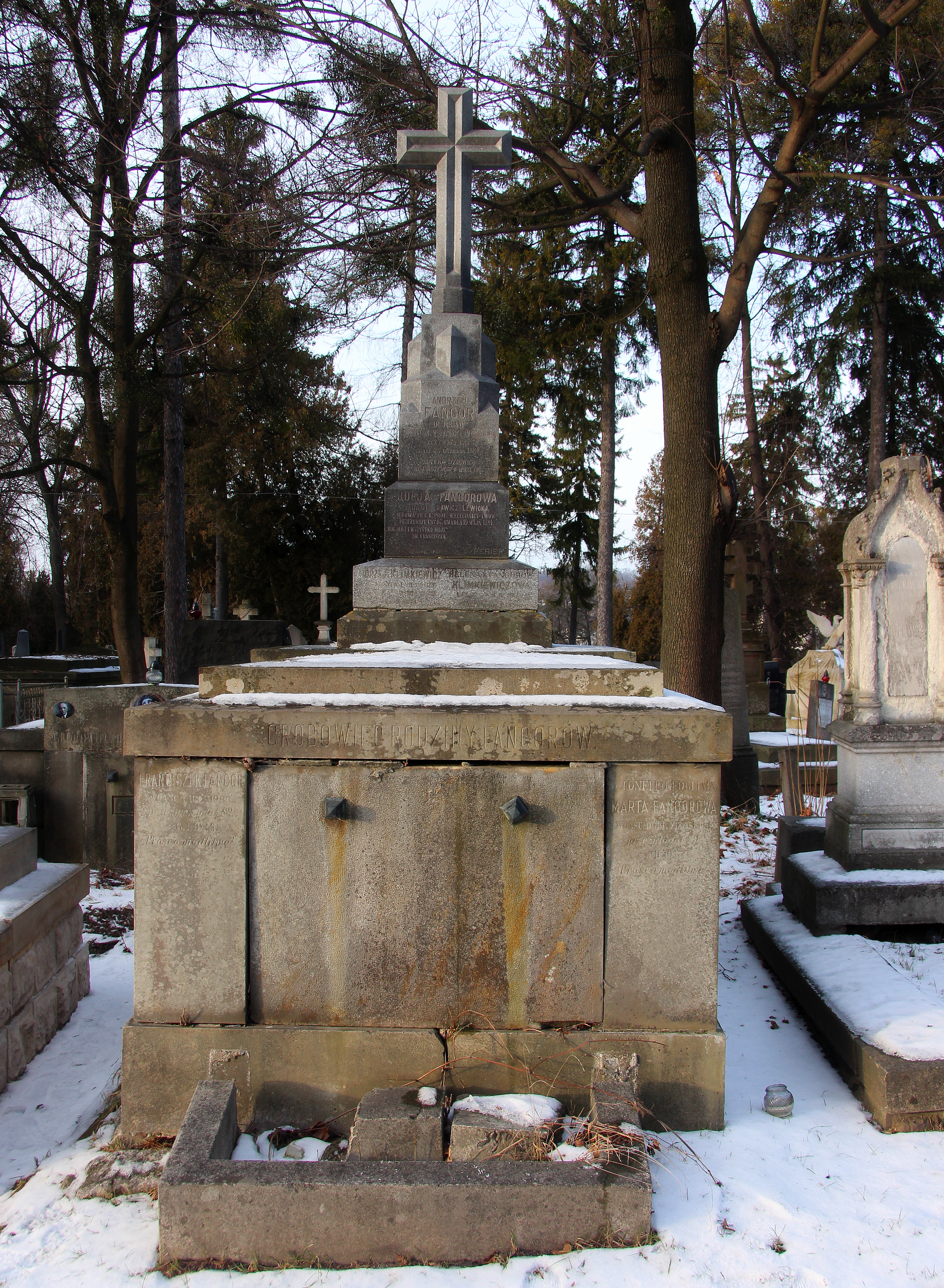
Grobowiec rodziny Fangorów

Andrzej Fangor (ur. 1814, zm. 23 listopada 1884) – prawnik, profesor, w latach 1859–1860 rektor Uniwersytetu Lwowskiego.
Absolwent Wydziału Prawa Uniwersytetu Lwowskiego. Doktorat obronił 5 czerwca 1841 i został adiunktem na Wydziale Prawa. Proponowany wcześniej na to stanowisko Florian Ziemiałkowski został aresztowany pod zarzutem zdrady stanu. W 1847 na 2 lata został przeniesiony do Krakowa na Uniwersytet Jagielloński, w 1849 powrócił do Lwowa obejmując katedrę prawa cywilnego. 14 czerwca 1855 mianowano go profesorem prawa powierzając mu wykłady z praw polskiego, a w 1870 dodatkowo z prawa górniczego. Wybierano go kilkakrotnie na stanowisko Dziekana Wydziału Prawa, a w 1859 powierzono funkcję rektora. W latach 1847–1865 był adwokatem krajowym. Do momentu powołania Józafata Zielonackiego na stanowisko profesora prawa był jedynym Polakiem w gronie profesorów prawa.